# PR-HU 50
El PR-HU 50 es una ruta de pequeño recorrido en la Ribagorza, provincia de Huesca, Aragón, España. Empieza en Castejón de Sos y acaba en Campo.
El recorrido total son 27,4 km, en torno al valle del Ésera. Las altitudes durante el recorrido oscilan entre los 690 m s. n. m. en Campo y los 1595 en el puerto de la Muria.
Enlaza un sendero de Gran Recorrido (GR): GR-15. En su transcurso atraviesa el valle de Bardají.
| Municipios       | Localidades        | Localidades                |
| ---------------- | ------------------ | -------------------------- |
| Campo            | Campo              | Campo                      |
| Campo            | Beleder            |                            |
| Valle de Bardají | Biescas de Bardají | Biescas de Bardají         |
| Valle de Bardají | Aguascaldas        |                            |
| Valle de Bardají | Llert              |                            |
| Valle de Bardají | Esterún            |                            |
| Bisaurri         | Gabás              | GR-15 desde el Pusocuartal |
| Castejón de Sos  | El Run             | El Run                     |
| Castejón de Sos  | Castejón de Sos    |                            |